# تایهو کوکی
تایهو کوکی (به ژاپنی: 大鵬 幸喜) کُشتی‌گیر سوموی اهل هوکایدو در کشور ژاپن است که چهل‌وهشتمین کشتی‌گیر دارای رتبهٔ یوکوزونا محسوب می‌شود. وی در سال ۱۹۶۱ میلادی به این مرتبه ارتقا یافت و در سال ۱۹۷۱ میلادی بازنشست شد. تایهو کوکی توانست ۳۲ بار قهرمان (یوشو) مسابقات سومو شود. از او عموماً به عنوان بزرگترین کشتی‌گیر سومو از بعد از دوره جنگ یاد می‌شود.